# فیروزآباد (امیرآباد)
فیروزآباد یک منطقهٔ مسکونی در ایران است که در دهستان قهاب صرصر واقع شده‌است. براساس سرشماری مرکز آمار ایران در سال ۱۳۹۵، فیروزآباد ۲۶ نفر جمعیت دارد.